# جیم باب بیزل
جیم باب بیزل (انگلیسی: Jim Bob Bizzell؛ زادهٔ ۲۲ نوامبر ۱۹۸۵) ورزشکار  و از برندگان مدال طلا پارالمپیک اهل ایالات متحده آمریکا است.

## جوایز و افتخارات
وی در مسابقات کشوری و بین‌المللی در مجموع برندهٔ ۱ مدال طلا، ۲ مدال نقره شده است.